# Tadeusz Gocłowski
 Tadeusz Gocłowski (Piski, 16. rujna 1931. – Gdanjsk, 3. svibnja 2016.) bio je poljski nadbiskup i prelat Katoličke crkve u Poljskoj. Zalagao se za očuvanje kašupskog jezika u katoličkoj liturgiji.
Rodio se 1931. u malom mjestu Piski, u mazojeckom vojdvostvu u središnjoj Poljskoj. Za svećenika se zaredio 1956. godine, nakon četiri godine sjemeništa i studija teologije. Tijekom 1983. i 1984. obašao je dužnost pomoćnog biskupa, a od 1984. do 2008. godine dužnost biskupa i nadbiskupa Gdanjske nadbiskupije. Za svoje geslo je imao Vjeruj Evanđelju (lat. Credite Evangelio).
Umro je 3. svibnja 2016. u prostorijama Sveučilišnom kliničkog centra u Gdanjsku. Uzrok smrti bio je nagli moždani udar. Tri dana kasnije, 6. svibnja, pokopan je na biskupskom groblju Gdanjske nadbiskupije.